# 髙橋洸
髙橋 洸（たかはし こう、1993年4月30日 - ）は、新潟県新潟市出身の元プロ野球選手（外野手）。

## 経歴

### プロ入り前
日本文理高では、1年時の春からベンチ入り。夏には控え投手として第91回全国高等学校野球選手権大会に出場。自身の出場機会は無かったものの、チームは新潟県勢初となる甲子園決勝に進出。中京大中京高を相手に9回に強烈な粘りを見せるが、あと一歩及ばず9-10で敗退し準優勝。
2年時の夏に野手に転向するも、打撃の低迷から一時は野球を辞めるという考えにまで至ったが、チームメイトの励ましもあり思い留まる。
3年時は、春に第83回選抜高等学校野球大会に8番・三塁手として出場。初戦は香川西高に8-1で勝利するも、2回戦で九州国際大付高に2-4で敗れる。
夏は4番に座り新潟県予選で打率4割を記録し、優勝に貢献。第93回全国高等学校野球選手権大会出場を果たす。甲子園初戦の日大三高戦では、6回裏1死二塁の場面でレフト前にタイムリーを放つも、チームは3-14で敗退した。高校通算15本塁打。
2011年10月27日、プロ野球ドラフト会議で読売ジャイアンツから5位指名を受け、入団。

### プロ入り後
2012年は怪我に苦しんだ。
2013年11月4日、自由契約となることが球団側から発表された。同月12日、巨人と育成契約を結んだ。
2014年3月14日、走力を生かすために左打ちに登録変更されたが、12月24日、再度右打ちに登録変更された。
2017年10月28日、球団から戦力外通告を受けた。31日、自由契約公示された。

### 社会人野球時代
2017年11月15日、12球団合同トライアウトに参加。社会人野球の深谷組硬式野球部（さいたま市）からオファーを受け、2018年、深谷組に入社、内野手としてプレーした。
2018年8月に深谷組を退社。11月13日に自身2度目となる12球団合同トライアウトに参加し、5打席で四球を2つ選んで盗塁を1つ決めるも、安打は放てなかった。BCリーグ・信濃グランセローズからのオファーはあったもののNPB球団からのオファーはなく、翌12月、自身のツイッターにて「ここで、野球プレイヤー引退致します」との意思を示した。

### 現役引退後
2019年3月1日、医療機器の販売やレンタルを行う株式会社メディカリJPに入社。3月2日放送のTBS『バース・デイ』でトライアウトからメディカリJP入社までの様子が取り上げられた。
同時に指導者への道も探っていると、2020年より始動する北陸初の社会人女子硬式野球チーム・バンディッツ・ガールズから監督のオファーを受け、就任を決断。メディカリJPを退社し、チームが所在する富山県へ家族と共に移り住んだ。運営元を同じくする少年野球チーム「バンディッツヤング」のコーチも兼任する。

## 選手としての特徴・人物
パンチ力を備える打撃、50m走5秒8の俊足、遠投110ｍの強肩が武器の走攻守三拍子揃った選手。高校時代は三塁手だったが、プロ入り後は主に中堅手として起用される。野手になって日が浅く、これからの変わり身に期待されていた。
ドラフト指名後の記者会見で、「吉報を真っ先に伝えたい人は」との問いに「両親もそうですが、一番は世話になった兄です」と答えた。高橋の兄は、高橋洸が野球を始めたきっかけであり、弟を日本文理高に進学させるために自身は公立校へ進学していた。

## 詳細情報

### 年度別打撃成績
- 一軍公式戦出場なし

### 背番号
- 67 （2012年 - 2013年）
- 007 （2014年 - 2017年）